# Públio Nônio Asprenas
Públio Nônio Asprenas Calpúrnio Serrano (em latim: Publius Nonius Asprenas Calpurnius Serranus; m. 24 de janeiro de 41), conhecido apenas como Públio Nônio Asprenas, foi um senador romano eleito cônsul em 38 com Marco Áquila Juliano. Descendente da nobre família patrícia dos Nônios, era filho de Lúcio Nônio Asprenas, cônsul sufecto em 6, e irmão de Lúcio Nônio Asprenas, cônsul sufecto em 29. Públio Nônio Asprenas Césio Cassiano, cônsul sufecto entre 72 e 73 e procônsul da Ásia entre 86 e 87, era seu filho.
Asprenas foi assassinado em 24 de janeiro de 41 pelos guarda-costas germânicos de Calígula durante o assassinato do imperador.